# Danganronpa: Trigger Happy Havoc
A Danganronpa: Trigger Happy Havoc (ダンガンロンパ 希望の学園と絶望の高校生; Hepburn: Danganronpa: Kibō no Gakuen to Zetsubō no Kōkōsei, ’Lövedékcáfolat: A remény akadémiája és a kétségbeesés diákjai’) gyilkossági és rejtély kategóriájú visual novel, melyet a Spike Chunsoft fejlesztett és bocsátott ki. Eredetileg Japánban adták ki PlayStation Portable-re 2010. november 25-én, 2012. augusztus 20-án pedig iOS és Android készülékeken is elérhetővé vált. 
Két mangaadaptáció, illetve két spin-off regény is kiadásra került, továbbá 2013 júliustól szeptemberig terjedő időszakában adták le a televízióban a Lerche által adaptált animeverziót is.
A folytatást, a Danganronpa 2: Goodbye Despairt 2012. július 26-án bocsátották ki PlayStation Portable platformra. A mindkét szériát tartalmazó gyűjtemény, mely a Danganronpa 1–2 Reload nevet viseli, 2013. október 10-én jelent meg, Japánban, PlayStation Vitán. Európában 2014. február 14-én dobták piacra. Szintén 2014-ben bocsátották ki a Danganronpa Another Episode: Ultra Despair Girls akció-kalandjátékot, PlayStation Vitára. 
A sorozat címét, a ”Danganronpát” két japán kandzsi összetétele adja. Az egyik a lövedék vagy golyó (弾丸), a másik a cáfolat (論破).

## Történet
A Danganronpa egy elit középiskolában játszódik, melynek neve Reményfok Akadémia (希望ヶ峰学園 Kibougamine gakuen), tanulói pedig Japán legtehetségesebb diákjai. Az egy területen belül legtehetségesebbnek bizonyult diákok végső (angol fordításból) hiper szuper középiskolai szintű (japán fordításból) jelzővel vannak ellátva: pl. baseball játékos, idol, író, stb. (超高校級 chou-koukou-kyuu). A tanulók számát tovább növeli még egy, sorsolás alapján kiválasztott diák. Főszereplőnk Naegi Makoto (ejtsd: Náegi Makotó), egy igen optimista, de egyébiránt teljesen átlagos fiú. Mivel véletlenszerűen nyer felvételt az akadémiára, ezért tehetsége a „szerencse”. Mikor Naegi megérkezik az iskola kapujába, hirtelen eszméletét veszti. Az iskola falain belül ébred fel, ahol találkozik a többi 14 diákkal, akik mind hasonló körülmények közt érkeztek az akadémiára. 
Később megjelenik egy távirányítású, Monokuma névre hallgató robotmedve is, aki közli a diákokkal, hogy az akadémia falain belül kell leélniük hátralévő életüket. Annak, aki erre nem hajlandó, felajánl egy másik lehetőséget is: kövessen el egy gyilkosságot anélkül, hogy a többi diák rá tudná azt bizonyítani. Ha valaki elkövet egy gyilkosságot, adott időt felölelő nyomozás után egy osztályper (学級裁判 – gakyuu saiban) keretében kell megnevezni a gyilkost. Ha ez a folyamat sikeres, Monokuma a szabályok megsértése miatt könyörtelenül kivégzi a tettest. Ha azonban rosszul határozzák meg annak kilétét, akkor a tényleges gyilkos helyett a rosszul döntő diákokat végzik ki. Az igazi tettes ezek után büntetlenül távozhat. Ez az „Érettségi”. Egy olyan helyen, ahol bárkiből válhat áldozat, mindenki gyanús és senkiben sem bízhatsz, Naegi felelőssége sikerre vinni az osztálypereket, és megoldani a Remény Akadémiájának összes rejtélyét.
A játék előrehaladtával számos diákot meggyilkolnak, arra kényszerítve a túlélőket, hogy leleplezzék gyilkosaikat. A nyomozások alatt Naegi legfőbb segítsége Kirigiri Kyoko (ejtsd: Kirigiri Kjokó), egy rejtélyes lány, akinek nincs semmilyen emléke a múltjáról, viszont remek megfigyelő és pontos következtetéseket von le. Saját logikáját használva Naegi minden osztályper alkalmával helyesen nevezi meg a gyilkost. Azonban ahogy a gyilkosságok száma nő, a diákok számára egyre világosabbá válik: bármit tesznek, Monokumának esze ágában sincs elengedni őket. Az életben maradt diákok úgy döntenek, összefognak Monokuma ellen, és rájönnek, hogy a halálos játék élén álló bábmester nem más, mint Enoshima Junko (ejtsd: Enoshimá Dzsunkó), egy azon diákok közül, akiről azt hitték, korábban meghalt. Fény derül arra is, hogy az az Enoshima Junko, aki Naegi és a többiek szeme láttára halt meg, nem más volt, mint Ikusaba Mukuro (ejtsd: Ikuszábá Mukuro), Enoshima ikertestvére, és halálát csupán figyelmeztetésnek szánta.
Enoshima azt is elmondja, hogy a diákok már több mint két éve ennek az intézménynek a tanulói és ismerték egymást. De a Végső Kétségbeesés nevű szervezet kirobbantott egy katasztrofális eseményt, mely az egész világon a társadalom erőszakossá válását és összeomlását okozta. A diákok ekkor adják beleegyezésüket abba, hogy az akadémia igazgatója bezárja őket az épületbe, hogy ott vészeljék át a krízishelyzetet. Sajnos Enoshima titokban ennek a szervezetnek a tagja, mi több, feje volt; beépült a diákok közé, majd megölte az igazgatót, átvette az irányítást az akadémia felett, és módosította a diákok memóriáját, miszerint valaha is ismerték egymást. Egyetlen célja az volt, hogy terjessze a kétségbeesést az egész világon azzal, hogy közvetíti a televízióban, ahogy a világ utolsó reménycsillagai lemészárolják társaikat. Mikor főhőseink minderre rájönnek, Enoshima öngyilkos lesz, halálának eszközéül pedig az összes eddig alkalmazott kivégzés kombinálását választja.

## Játékmenet
A Danganronpa stílusában nagyon hasonlít az Ace Attorney sorozatra. Ez esetben is fel kell fedni az egy ügyön belül fellelhető ellentmondásokat. Az összes fejezet két játéktípust tartalmaz: a normális, illetve az abnormális ciklust. Normális ciklus esetében a játékos szabadon mozoghat az épület falai közt, sőt, megkötés nélkül szocializálódhat. A békés napok egy holttest megtalálásával válnak az abnormális ciklus részévé. 
A játék előrehaladtával a játékos újabb és újabb helyszíneket kap. A játék idejére a kurzor apró, forgó célkeresztté változik, mely segítségével beszélgetéseket és interakciókat kezdeményezhet. Bizonyos tárgyak megvizsgálásáért Monokuma-tallér jár, melyet egy, az épületen belül elhelyezett nyerőgépben lehet felhasználni, ezzel különleges ajándékokat szerezve, amelyeket akár oda is ajándékozhatunk a többi szereplőnek. A játékosnak arra is lehetősége van, hogy a neki szimpatikus szereplővel lógjon. Ez hozzásegíti a játékost bizonyos információkhoz, illetve képességpontokhoz, melyek majd jól jönnek az osztályper alkalmával. 
Amint 3 vagy több személy rátalál a holttestre, a játékciklus rögtön abnormálisra vált. A játékos dolga alaposan megvizsgálni a holttestet és a helyszínt, melyek adatai automatikusan feltöltődnek a játékos elektroID kártyájába. Amint ez megtörtént, a játékosnak nincs más dolga, mint sikerre vinni az osztálypert.
Az osztályper a játék fő része. Azokat a részeket leszámítva, mikor a játékosnak kérdéseket kell megválaszolnia, vagy bizonyítékokat kell megneveznie, négy fő részből áll. Ezek a Nonstop Vita, az Epifánia Anagram, a Gépfegyver vagy Pánik Szócsata, illetve a Logika Csúcspontja. A leggyakoribb ezek közül a Nonstop Vita, mely alkalmával a tanulók megvitatják gondolataikat a képernyőre kivetítve, sárgával szedve azokat a részeket, melyek ellentmondást vagy hazugságot hordoznak magukban. A játékos ezalatt az idő alatt a vitához kapcsolódó "igazság lövedékekkel" van felszerelve. A vita megszakítása érdekében a játékosnak meg kell találnia az ellentmondást vagy a hazugságot társai szavai közt, és az ellenérvet tartalmazó igazság lövedékkel le kell lőnie. Alkalomadtán félrevezető, akadályozó szövegek is megjelennek a képernyőn, lilával szedve, melyet ha a játékos ártalmatlanít, időt nyer. Továbbá rendelkezésére áll egy Koncentráció mérő is, mely lassít a vita tempóján, megkönnyítve ezzel a célzást. Ezek az apró kis dolgok a játék előrehaladtával egyre nehezebbé válnak. Az ellentmondások közé egyre több hamis vegyül, a lilával szedett szöveg blokkolja a hazugságot, és a rendelkezésre álló idő is folyamatosan csökken.
Az Epifánia Anagram egy olyan puzzle játék, mely során a játékosnak bizonyos betűket kell lelőnie ahhoz, hogy rájöjjön egy, az ügyet előrelendítő nyomra. A Gépfegyver Szócsata alkalmával a játékos egy másik tanulóval vitatkozik, a cél: meggyőzni ellenfelünket az igazunkról. A koncepció ugyanaz, mint a Nonstop Vita alkalmával – a képernyőn megjelenő szövegeket kell "igazság lövedékkel" ártalmatlanítani – annyi különbséggel, hogy itt a lövedék hamar elfogy. Ilyenkor bizonyos gombok kombinációjával újra lehet tölteni a tárat, természetesen ritmusra. Végül a Logika Csúcspontja az a játék, ahol a játékosnak összesítenie kell a gyilkosság menetét egy képregény formájában. Ha hibázik, elölről kell kezdenie az egész képregényt. A játékos osztályper alatti teljesítményét szívek jelzik. Ha rosszul válaszol, szíveket veszt, ám helyes bizonyítékok reprezentálása esetén visszanyeri azokat. Az osztálypernek akkor van vége, ha a játékos elveszti az összes szívét, vagy kifut az időből. Minden osztályper után a játék kiértékeli a játékos teljesítményét. Nagyon magas eredmény esetében Monokuma-tallér a jutalom.

## Szereplők

### Naegi Makoto
Név: Naegi Makoto ( 苗木 – facsemete; 誠 – őszinteség, nyíltság)
Születésnap: február 5 
Magasság: 160 cm
Súly: 52 kg
Mellkas: 75 cm
Hiper Szuper középiskolai kategória/Végső: mázlista/remény
A játék főszereplője, a játékos az ő narrációjával viszi végig a játékot. Sorsolás alapján nyer felvételt a Remény Akadémiájára, ám már az első nap, amint belép a kapun, furcsa szédülés vesz rajta erőt. Legjobb tulajdonságai közé tartozik az optimizmusa, a szerencséje és a logikus gondolkodása. Képes a legkétségbeejtőbb helyzetben is megragadni a reményt. Erősen támaszkodik társaira, szereti és becsüli őket, elvesztésük megrázza őt. Az utolsó osztályper alkalmával, mikor szembeszállnak Enosimával, új titulust kap, ezzel ő lesz a Szuper középiskolai kategória: Remény. Azon kevesek egyike, aki élve kijut a Remény akadémiájáról. Kijutása után összeáll a túlélőkkel, és létrehoz egy alapot (Jövőbeli Alap – Future Foundation), mely segítségével a remény diákjai felvehetik a harcot az Enoshima okozta katasztrófával, mely az emberiséget fenyegeti. Van egy húga, Komaru, aki a Danganronpa: Another Episode egyik főszereplője.
Japán szinkronhangja: Ogata Megumi
Angol szinkronhangja: Bryce Papenbrook

### Kirigiri Kyoko
Név: Kirigiri Kyoko ( 霧切 – Ködvágó 響子 – Visszhang, Gyermek )
Születésnap: október 6
Magasság: 167 cm
Súly: 48 kg
Mellkas: 82 cm
Hiper Szuper középiskolai kategória/Végső: detektív
Csendes és rejtelmes, nagyon intelligens lány, aki a történet elején szinte semmire sem emlékszik a múltjából, a saját tehetségére sem. Azonban a gyilkosok utáni nyomozásban hatalmas segítséget nyújt Naeginek, mivel úgy néz ki, hogy mindent észrevesz, és valahogy mindig először oldja meg az akadémia rejtélyeit. Kirgiri később visszaemlékszik, hogy ő igazából A Szuper Középiskolai Detektív, és azért jött el ebbe az iskolába, hogy találkozzon, és egyben lezárjon mindent az apjával, az akadémia igazgatójával, aki elhagyta őt kisgyerekkorában. Nehezen nyílik meg, és nem egyszerű elnyerni a bizalmát, de ha sikerül, ő mindig ott van, hogy segítsen a barátainak, és kimentse őket a bajból. Saját vallása szerint mindig is nehezen tudta kontrollálni az érzéseit (Pedig ő a legpasszívabb szereplő a játékban, általában pókerarccal reagál mindenre). Az események során szoros barátságot köt Naegivel, és együtt mentik meg a megmaradt diákokat Enoshima pusztításától. A gyilkos játék egyik túlélője, aki Naegi oldalán dolgozni kezd a Jövőbeli Alapnál, visszaverve Enoshima követőinek támadásait. Tulajdonképpen ő tekinthető a történet női főszereplőjének, a lányok közül ő szerepel a legtöbbet a képernyőn.
Japán szinkronhangja: Yōko Hikasa
Angol szinkronhangja: Erika Harlacher

### Togami Byakuya
Név: Togami Byakuya (白夜- Fehér Éjszaka 十神- Tíz Isten ) 
Születésnap: május 5
Magasság: 185 cm
Súly: 68 kg
Mellkas: 81 cm 
Hiper Szuper középiskolai kategória/Végső: örökös
Byakuya első látásra egy arrogáns, beképzelt fiatalember, aki úgy gondolja, hogy mindenkinél jobb. Egy gazdag, jó nevű családból származik, és az, hogy ezt a jó nevet fenn is tartsa, többet ér neki a saját életénél. Az események elején és közepén aktívan lenézi és sértegeti az osztálytársait, primitívnek, és parasztinak titulálva őket. Az emberek legtöbbjével ridegen, és kegyetlenül őszintén beszél, sokszor manipulálva őket a saját hasznára, kihasználva egyesek iránta táplált érzéseit. Az életet egy versenynek látja, ahol mindenképpen neki kell nyernie, hiszen erre van nevelve. Emiatt sokáig egy antagonisztikus személyként tűnik fel a társai szemében, így néhánnyal, mint például Asahinaval, nagy feszültség van köztük. A luxusi neveltetése miatt Byakuyának soha sem voltak igazi barátai, és nem élt át sok olyan dolgot, amit minden normális gyerek igen. Ezért komikus módon sok olyan dologról nincs tudomása, ami a többi kamasznak alapnak számít, mint például videójátékok, főzés, stb. Emiatt gyakran érzi magát magányosan és kirekesztetten, habár ezt soha sem ismerné be. Az érte rajongó, őt folyamatosan követő Toko nagyon idegesíti, és ridegen, undokul és elutasítóan beszél vele, sokszor el is fut előle, habár ez a lányt soha sem állítja meg. Sokáig egyedül, többiektől magát elzárva töltötte a gyilkos játékot, a detektívi munkát is maga elvégezve, gyakran nem sikeresen. Túléli Enoshima gyilkos játékát és a Jövőbeli Alapnál tölt be egy fontos vezetői pozíciót. A játék végére megtanulta jobban értékelni kapcsolatait és újonnan szerzett barátságait pl. Naegivel és Kirigirivel. Emiatt a későbbi médiákban sokkal barátságosabban, barátait védelmezően tűnik majd fel.
Japán szinkronhangja: Akira Ishida
Angol szinkronhangja: Jason Wishnov

### Fukawa Toko /Genocider Sho (Jill/Jack)
Név: Fukawa Toko/Genocider Sho (冬子- Téli gyermek 腐川- Rohasztott Folyó)
Születésnap: március 3
Magasság: 165 cm 
Súly: 47 kg
Mellkas: 79 cm:
Hiper Szuper középiskolai kategória/Végső: könyvmoly/sorozatgyilkos
Toko egy félénk, visszahúzódó lány, akinek komoly problémái vannak a szocializálódással. Dadogva, halkan beszél. A játék során mindent megtesz, hogy osztálytársai nagy részétől távol tartsa magát. Az egyetlen kivétel ez alól Byakuya, akibe halálosan szerelmes lesz, így több próbálkozást tesz hogy a fiút elcsábítsa, és mindenhová kövesse, a fiú undok visszautasításai ellenére is. Szinte senkiben nem bízik, és ellenségeskedik mindenkivel, és megvádolja őket azzal, hogy rossz dolgokat állítanak róla. Ennek a gyerekkori bántalmazása az oka, amit nem csak a szüleitől(két anya nevelte), hanem iskolatársaitól is töménytelen mennyiségben kapott. A játék végére megtanulja tisztelni bajtársait, és kicsit nyitottabb lesz a körülötte lévőkre. Ő az egyik szereplő, akinél nem találkozunk sok karakterfejlődéssel, mert a készítők egy későbbi játékra, a Danganronpa Another Episode: Ultra Despair Girls-re tartogatták, aminek Toko az egyik főszereplője, és ott sokkal részletesebben kidolgozzák és előre viszik a jellemét. A második fejezetben kiderül, hogy Tokonak egy úgy nevezett második személyisége van: akit tüsszentéssel valamint elájulással tud előidézni. Ez a személy Genocider Sho, a hírhedt sorozatgyilkos, aki számtalan embert gyilkolt meg véres módon Japánban. Áldozatai kizárólag fiatal férfiak, akiket ollóval szúr le, majd szegez egy falhoz. Toko utálja ezt a személyiségét, és megpróbálja elnyomni, kevés sikerrel. Toko retteg a vértől, és még a látványától is rosszul lesz, szinte azonnal elájul. Így nem bírja erős idegzettel a Gyilkoló-játékot. Túléli Enoshima játékát, és a Jövőbeli Alapnál kezd dolgozni, közvetlenül Byakuya alatt, aki különféle küldetésekre írja ki őt.
Japán szinkronhangja: Miyuki Sawashiro
Angol szinkronhangja: Amanda Céline Miller

### Enoshima Junko
Név: Enoshima Junko (盾子- Pajzs, gyermek 江ノ島- Az öböli sziget) Születésnap: december 24 Magasság: 169 cm Súly: 45 kg Mellkas: 79 cm Hiper Szuper középiskolai kategória/Végső: szupermodell/kétségbeesés
Habár a játék elején egy ártalmatlan, kissé felejthető lánykának tűnik, főleg hamar bekövetkezett "halála" után, Junko a legveszélyesebb szereplő a Danganronpa világában. A zseniális, karizmatikus és gyönyörű lány a Gyilkos Játék megszervezője, akinek meglepően nem osztálytársai horrorisztikus dolgokra való kényszerítése a legkomolyabb tette. Amikor a 6. fejezetben a lány felfedi magát, mint Monokuma irányítója és a játék szervezője, kiderül, hogy szinte az egész világot elpusztította milliónyi ember manipulálásával és véres háborúk kirobbantásával. Hogy mi volt az oka? Az, hogy minél több kétségbeesést okozzon a világban. Enoshimának beteges függősége van a kétségbeesés érzésére, hiszen úgy gondolja, csak az hozhat izgalmat. Az osztálytársai gyilkos játékát azért szervezte meg, hogy az utolsó reményt is kiiktassa a világból, ahogy élőben közvetíti azt. Hogy elterelje magáról a gyanút, az ikertestvérét, Mukuro Ikusabát öltöztette fel saját magának, majd a lányt hátba szúrva megölte. A 6. fejezet legvégén Naegi és a többi túlélő visszautasítja, és legyőzi Junko-t, aki ezután kétségbeesésben elmerülve a saját kivégzésén megy át, ami az azelőtt történt összes kivégzés összessége. Junko a Danganronpa sorozat fő gonosza, és az összes játékban/médiában megjelenik valahogy.
Japán szinkronhangja: Megumi Toyoguchi
Angol szinkronhangja: Amanda Céline Miller, Erin Fitzgerald

### Fujisaki Chihiro
Név: Fujisaki Chihiro (千尋 – Ezer kérdés 不二咲 – Két nem virágzó (virág) ) Születésnap: március 14. Magasság: 148 cm Súly: 41 kg Mellkas: 70 cm Hiper Szuper középiskolai kategória/Végső: programozó
Chihiro visszahúzódó és csendes természete miatt nehezen illeszkedik be a többi diák közé, de mindent megtesz, hogy az osztály értékes tagjává váljon. Programozói tehetsége rendkívül hasznosnak bizonyul a többiek számára, még a "lány" távozása után is. Mikor Fujisakit elég korán, a második fejezetben meggyilkolják, a nyomozás közben a megmaradt diákok sokkoló titokra jönnek rá- Chihiro, aki eddig lánynak vallotta magát, és hasonló kinézete is volt, biológiailag férfi nemű volt. A fiú lánynak álcázásának oka az volt, hogy Chihirot kiskorában sokat zaklatták az osztálytársai azzal, hogy nem elég férfias, és túl gyenge egy fiúhoz., így a sértegetések elkerülése érdekében lánynak öltözött. Azonban a gyilkos játékban elhatározza, hogy erősebb akar lenni, és megint férfiasnak érezni magát. Ez is megmutatja eltökélt és reményteli természetét. Céljával az egyik osztálytársához, a kemény Mondo-hoz fordul, nem tudva, hogy a fiú erős kinézete ellenére a saját démonjaival küzd Monokuma újabb "motivációja" után. Mikor Chihiro bevallja Mondonak a titkát, és elmondja a célját, a motoros egy féltékenység által vezérelt dühben véletlenül megöli, amikor fejbe találja egy súlyzóval. Mondo még a fiú halála után is megpróbálja titokban tartani a fiú igazi nemét, és testét a lány öltözőben rejti el. A bűntett helyszínét később Byakuya Togami átalakítja, Chihiro testét felkötözi, vérével pedig a falra írja, hogy "vérszomj", hogy úgy nézzen ki, mintha a hírhedt sorozatgyilkos, Genocider Sho ölte volna meg. Fujisaki halála előtt egy intelligens szoftvert készített el, amit elrejtett egy laptopon az iskolában. Ez az AI Alter Ego, aki Chihiro arcát felvéve rengeteget segít a diákoknak Chihiro halála után az iskola titkainak felfedésében, egészen addig, amíg a negyedik fejezetben Monokuma elpusztítja.
Japán szinkronhangja: Kōki Miyata
Angol szinkronhangja: Dorothy Elias – Fahn

### Owada Mondo
Név: Owada Mondo (紋土- családi címer vagy föld 大和田- békés nagy rizsföld) Születésnap: június 9 Magasság: 187 cm Súly: 76 kg Mellkas: 86 cm Hiper Szuper középiskolai kategória/Végső: motoros bandavezér
Hangosszavú és forrófejű; Mondo a caszt egyik legerőszakosabb tagja. Nem igazán gondolja át tetteit, szinte mindig hirtelen, érzelmei alapján cselekszik. Szinte minden mondatában káromkodás szerepel, és relatívan primitíven beszél. Izmos testével és kemény hozzáállásával sok embernek, mint például Chihiro-nak, ő a férfiasság mintapéldája. Japán leghatalmasabb motoros bandájának vezetője, aminek bátyja után vette át a vezetését, aki meghalt egy balesetben annak érdekében, hogy Mondo-t megmentse. A fiúnak emiatt kibírhatatlan bűntudata van, és úgy érzi, cserben hagyta a testvérét. Bajtársaival szemben dühöngő és arrogáns, de ugyanakkor meglepően melegszívű, és igyekszik mindenkit biztonságban tartani. Ugyan időbe telik neki, de nagyon gyengéd tud lenni azokkal, akiket szeret. Szoros barátságot köt Kyotaka Ishimaru-val, akivel eleinte erősen rivalizál, de a sok versengés végül nagyon összehozza őket. Utalva van, hogy a kettő között talán több van, mint barátság, de ez egyáltalán nem biztos. Érzelmeken alapuló tetteti okozzák a fiú halálát is; mikor egy éjszakai edzése közben Chihiro hozzá fordul segítségért, hogy férfiassá tegye, és elmondja neki a titkok igazi neméről, Mondo féltékeny lesz a Chihiro lelki erejére, és ezáltal vakító dühben fejbe üti egy súlyzóval, abban a pillanatban megölve társát. Owada azonnal megbánja tettét, és mindent megtesz, hogy a fiú titkát megőrizze. Heves védekezései ellenére egy nagy hiba miatt Naegi és az osztály többi tagja rájön tettére az osztályper alatt, amit végül be is vall és Kyotaka minden próbálkozása ellenére nem sikerül megmenteni, és gyilkossága miatt kivégzésre kerül sor. Halála előtt bocsánatot kér mindenkitől bűne miatt.
A kivégzésben Mondo egy motorra van ültetve, és egy áramos gömbe van helyezve, ahol nagy gyorsasággal gurul körbe a formában, egészen odáig, amíg teste elolvad, és vaj lesz belőle, amit Monokuma egy beteg vicc kedvéért egy vajasdobozba helyez el, és a dobozra Mondo arcát nyomtatja.
Japán szinkronhangja: Kazuya Nakai
Angol szinkronhangja: Keith Silverstein

### Ishimaru Kiyotaka
Név: Ishimaru Kyotaka ( 清多夏- bűntelen nyarak miriádja 石丸 – kő, tökéletes ) Születésnap: augusztus 31 Magasság: 176 cm Súly: 66 kg Mellkas: 79 cm Hiper Szuper középiskolai kategória/Végső: prefektus
Becenevén Taka, Ishimaru egy komoly és eltökélt fiatalember, aki mindenek felett a szabályokat és a rendet tartja a legfontosabbnak. Az osztály legszorgalmasabb és szigorúbb diákja, aki összetartja a Gyilkos Játék tagjait a szoros rendszerével és szabályaival. Ezt az életstílust akkor kezdte el űzni, amikor a nagyapja, aki egy híres politikus volt, egy botrányba keveredett, szégyent hozva az egész családjukra. Emiatt Ishimaru megfogadta, hogy ő nem géniuszként, intellektussal fogja elérni a céljait, mint a nagyapja, hanem kegyetlen, megállás nélküli munkával. Mivel inkább egy tanárként viselkedik, mint diákként, érzelmileg egy kicsit visszamaradott, így még soha nem volt egy igazi barátja sem, és eleinte Naegin kívül az osztálytársai is kerülik, mivel unalmasnak és túl szigorúnak tartják. Egyik osztálytársával, Mondo Oowadával konfliktusba keveredik, de egy kis rivalizálás után egy nagyon erős barátságot köt vele. Amikor Mondo gyilkosságot követ el, Ishimaru mindent megtesz, hogy megmentse őt a kivégzéstől, de végül tehetetlenül végig kell néznie, ahogy az első és egyetlen barátja meghal. Mondo halálát követően Ishimaru idegileg összeroppan, és mély depresszióba esik. A Chihiro és Mondo halálát követő pár napban alig lehet ráismerni; egyáltalán nem szólal meg, éhezteti magát, és csak maga elé bámul. Azonban, amikor Chihiro hátrahagyott mesterséges intelligencia, Alter Ego, Mondo hangján kezdi el motiválni őt, Ishimaru életkedve visszatér, és egy úgymond fúziót alkot halott barátjával; ugyanaz az eltökélt, komoly fiú lesz, jóval több energiával és egy mocskos szájjal. Mikor egyik osztálytársa, Hifumi Yamada el akarja vinni csak magának Alter Ego-t, heves veszekedésbe keverednek, ami miatt Kirigirinek el kell rejtenie Alter Egot.
A két fiú vitáját látva egy újabb osztálytársuk, Celestia Ludenberg az iskolából elmenekülésének érdekében egy végzetes tervet eszel ki; elhiteti Hifumival, hogy Ishimaru szexuálisan zaklatta őt, és hogy el akarja lopni Alter Egot, és meggyőzi Hifumit, hogy segítsen neki megölni. Terve sikerrel jár, és közösen megölik Ishimarut, ahogy fejbe ütik egy nagy kalapáccsal. Ishimaru testét később Byakuya, majd Makoto fedezik fel a rajzterem szertárjában elrejtve.
Japán szinkronhangja: Kosuke Toriumi
Angol szinkronhangja: Sean Chiplock

### Ludenberg Celestia
Név: Ludenberg Celestia ( Celestia – mennyei Ludenberg – játékos ) / Yasuhiro Taeko (安広 – nyugodt, tágas 多恵子 – sok áldás) Születésnap: november 23 Magasság: 164 cm Súly: 46 kg Mellkas: 80 cm Hiper Szuper középiskolai kategória/Végső: szerencsejátékos
Celestia, becézve Celeste, azonnal kítűnik az osztálytársai közül figyelmfelkeltő, gótikus stílusa miatt. A lány azonban nem olyan ártatlan, mint amilyennek mutatja magát; igazából egy kompluzív hazudozó – ezért ilyen sikeres a szerencsejátékokban – aki egy teljes fabrikált identitást és életet készített magának, hogy vonzóbbnak és izgalmasabbnak tűnjön. A neve, a családja, az otthona és élete mint csak a saját elméje szüleménye, mert az eredeti életét unalmasnak tartotta. Habár elsőre egy kecses, intelligens és karizmatikus lánynak tűnik, egy nagyon is szeszélyes, ravasz de önbizalomhiányos tini, aki bármit megtesz azért, hogy ő irányítson mindent és mindenki őt csodálja. Nem fél ijesztési taktikákat és érzelmi manipulációt alkalmazni, hogy mindenkit a kedvére hajlítson. Ez a könnyebben befolyásolhatóakon, mint például Hifumi Yamada, működik is. Retteg az életéért és a Gyilkos Játéktól, de ezt elrejti, és úgy tesz, mintha élvezné az egészet. Amikor Monokuma 10 millió dollárt ajánl fel annak, aki megöl valakit és elmenekül, Celestia – annak érdekében, hogy menekülése után egy hatalmas kastélyban élhessen – ragad az alkalmon, és becsapja Hifumi Yamadát. Azt mondja neki, hogy Ishimaru szexuálisan zaklatta őt, és el akarja rabolni Alter Egot, egy korábbi osztálytársuk által hátrahagyott mesterséges intelligenciát magának. Hifumi elhiszi a hazugságait és közösen megölik Ishimarut. Ishimaru gyilkossága után Celeste Hifumi mögé kúszva fejbe üti ugyanazzal a kalapáccsal, amivel Ishimarut támadták meg, megölve bűntársát is. Azonban Hifumi túléli a támadást elég időre, hogy elmondja Makotonak a bűnös nevét, ami Yasuhiro, majd elvérzik. Celeste ezt kihasználva az egész bűntettet Yasuhiro Hagakuréra fogja.
Az osztályper alatt Makoto Naegi sikeresen rájön, hogy Celestia egy hamis nevet használ; az igazi neve Taeko Yasuhiro. Így rájönnek, hogy Yamada róla beszélt élete utolsó perceiben. Miután lebukik, Celestia dührohamot kap, üvöltözni és fenyegetőzni kezd, betegesen próbálva védeni magát, de előbb-utóbb elfogadja, hogy vesztett. Kivégzése előtt odaadja Kyoko Kirigirinek a szekrény kulcsát, ahova Alter Egot rejtette. Celeste kivégzése megkezdődik; egy máglyához van kötve, ahol lángot kezdik el elnyelni őt, akár egy boszorkányégetés során. De hirtelen egy tűzoltóautó tűnik fel, és hatalmas gyorsasággal üti el a lányt, azonnal megölve őt.
Japán szinkronhangja: Hekiru Shiina
Angol szinkronhangja: Marieve Herington

### Yamada Hifumi
Hiper Szuper középiskolai kategória/Végső: mangaka/fanfiction író
Hifumi bőbeszédű beszédmóddal rendelkezik, gyakran hosszan nyúlóan érinti érdeklődési körét, mint például az anime vagy a fanfiction. Arra is hajlamos, hogy a beszélgetések közepette fesztelenül hátborzongató vagy perverz megjegyzéseket tegyen, különösen nőkről vagy nőkről. Azt sem tudja, hogyan látják őt mások, amint azt mutatja, amikor Toko azt mondja, hogy olyan szaga van, mint egy "nagy kövér, csúnya szamár" – nem tudta eldönteni, hogy ez sértés vagy bók. Ugyanakkor némi intelligenciát is mutat, például amikor az első tárgyalás során kitalálja Sayaka haldokló üzenetének egy darabját. Későn reagál a megdöbbentő eseményekre is, amint az látható, amikor Leon megpróbálja rászedni Sayaka Maizono meggyilkolását, majd ismét, amikor kiderült Chihiro Fujisaki valódi neme. Először nyugodtan és érdeklődve reagált. Hifumi rendkívül szenvedélyesen rajong az animékért és a fanfictionért, és nemigen tolerál mindenkit, aki kevésbé elkötelezett irántuk, mint saját maga, és "slackereknek" nevezi őket. Az ő álma, hogy olyan erős történetet alkosson, amely másokat is saját történetek megalkotására ösztönöz. Másokra nagyon formálisan hivatkozik, és "Ms"-nek nevezi őket. vagy "Mr." Vezetéknév. Például Makotót "Naegi úrnak" hívja. és Sayaka mint "Miss Maizono". Az eredeti japán játékban a megtisztelő -dono utótagot, valamint a teljes nevüket használja, például "Naegi Makoto-dono". Ez kulcsfontosságú bizonyítéknak bizonyul később a meggyilkolása ügyében folyó per során, amikor azt motyogja, hogy "Yasuhiro", Celestia valódi vezetékneve, szemben Yasuhiro Hagakure keresztnevével.

### Asahina Aoi
Hiper Szuper középiskolai kategória/Végső: úszó
Aoi egy meleg, vidám, vidám és nyitott lány, aki barátságos és vendégszerető mindenkivel, akivel találkozik, igyekszik mindenkivel barátkozni, és bevonni őket tevékenységeibe. Aoi eléggé szelíd és feledékeny tud lenni, arra a memóriatrükkre támaszkodik, hogy háromszor felírja a kezére az emberek nevét, hogy emlékezzen rájuk – ezt a trükköt bátyjának, Yutának is tanította. Meglehetősen szelíd fejének köszönhetően könnyen manipulálható mások által, és elhamarkodott következtetéseket vonhat le, vagy teljesen levonhatja azokat, gyakran azon kevesek közé tartozik, akik gyilkosok trükkjeibe és félrevezetéseibe esnek az osztálypróbák során. Aoi rendkívül sportos ember, és ezt abszolút alapvető részének tekinti önmaga számára, fontos megküzdési mechanizmusként használja mindennapi életében, és úgy érzi, "meghalhat", ha nem tud gyakorolni. Bár Aoi sztársportoló az olimpiai úszóvá válásért, Aoi bizonytalan abban, hogy a sportolás, amely meglehetősen férfias tevékenységnek számít, nemkívánatossá teszi őt mások számára, és esetleg nem találja meg a szerelmet. Aggasztja az is, hogy rendkívüli édesszájúsága, különösen a fánk evés iránti szeretete, meg fogja hízni.

### Ōgami Sakura
Hiper Szuper középiskolai kategória/Végső: harcművész
Ellentétben azzal, amit a megjelenése sugall, Sakura csendes, kedves és kiegyensúlyozott lány. Ritkán veszíti el az idegességét, és úgy tűnik, minden helyzetben képes megőrizni a tisztaságát. Időnként kissé idegessé és idegessé válhat, például amikor az emberek azt feltételezik, hogy a külseje miatt nem jó szakács. Ritkább pillanatokban teljesen elveszítheti a türelmét, és félelmetessé válik a körülötte lévők számára, különösen, ha a barátai megsérülnek. Akkor is türelmetlenné válik, ha hosszú ideig nem tud megfelelően edzeni. Arról ismert, hogy szereti a fehérjét és a fehérjekávét, és élvezi, hogy kora reggel, bőséges reggeli előtt edz. Régebbi neveltetése miatt Sakura szokott régimódi, formálisan beszélni. Mivel egy háromszáz éves múlttal rendelkező dojo egyedüli örököseként nevelték fel, úgy gondolja, hogy harcművésznek lenni egyszerűen az ő sorsa. A harcművészetek elsajátítása mellett megtanulta tisztelni a természetet és az állatokat, különösen szerette a nyulakat, mivel úgy tűnik, soha nem ijednek meg, amikor megfogja őket.

### Maizono Sayaka
Hiper Szuper középiskolai kategória/Végső: idol
Sayaka vidám, édes, könnyed és támogató személyiség, kedves viselkedést és kellemes beállítottságot fejez ki, bár nem tudni, hogy ez csak bálványi státusza miatt van-e. Sayaka kötődést alakít ki Makoto Naegivel, akit a barátjának tart, és minden alkalommal segít neki az 1. fejezetben. Ha azonban nagy nyomás nehezedik rá, hajlamos eltitkolni érzéseit azzal, hogy felöltözik nyilvános személyiségére. Nagyon törődik a bandatagjaival, és habozás nélkül megtenne valamit, ha bármi történne egyikükkel, beleértve azokat is, amelyek másoknak árthatnak. Ha a határig szorul, Sayaka mindent megtesz, hogy elérje a kitűzött célokat, bármilyen kockázatosak is legyenek a tettei. Miután megnézte a Egy Szeretted megölése című filmet, csak arra gondol, hogyan szökhetne meg az akadémiáról, még azt is tervezi, hogy elárulja Makotót.

### Kuwata Leon
Hiper Szuper középiskolai kategória/Végső: baseball játékos
Leon szenvedélyes, forróvérű fiatal tinédzser. Gyakran elakadt a tanulástól és a baseball-edzéstől; azonban baseball tudása soha nem csökkent az Ultimate Baseball Star státusza miatt. Valójában utált gyakorolni, nem látta semmi értelmét vagy élvezetét, mert már annyira tehetséges. Természetes fizikai tehetségéből adódóan még a nagyon nehéz és szokatlan bravúrokat is könnyűnek tartotta, és nehezen tudott együtt érezni azokkal az emberekkel, akikből hiányzott az ilyen tehetség, mivel nem tudta teljesen, milyen nehéz volt a Kanonnal kötött fogadás.Tehetsége ellenére Leon azt állította, hogy erősen utálja a baseballt, és nagyon eltökélt szándéka, hogy jelenlegi címét Ultimate Musicianra változtassa. Hajlamos volt panaszkodni azokról a dolgokról, amelyeket a baseballban undorítónak és durvának talált, gyakran anélkül, hogy mások kérték volna. Meglehetősen arrogáns volt, gyakran beszélt a népszerűségéről és arról, hogy még híresebb legyen, és „jövő szupersztárjának” tartotta magát. A Szabadidő sorozat során azonban arra utalt, hogy valójában nem volt jó zenésznek lenni, és azért akart azzá válni, hogy elnyerje egy lány szívét, akivel a fodrászatban találkozott. Azt állította, hogy a zenésznek a lényege a népszerűség, és egyszer röviden arra gondolt, hogy inkább színész legyen, ha Sayaka jobban szereti ezt. általában kissé zavartnak tűnik saját motivációi és érzései miatt. Ráadásul nagyon el volt keseredve, hogy az emberek természetes tehetségéből adódóan folyamatosan baseballozásra és a sportág hagyományainak követésére kényszerítették, miközben teljesen új célja és megjelenése legalábbis részben a lázadás egyik formájának tűnt.

### Hagakure Yasuhiro
Hiper Szuper középiskolai kategória/Végső: jövendőmondó
Yasuhiro is one of the more cheery, laid-back students, though a bit odd as well. However, he is generally not well-liked and he himself has openly admitted that he has no friends, being quite cowardly, lazy, slow-witted, and having a habit to act selfishly. Notably, he is mentioned to be very clumsy with money and he has constant problems with massive debts. This trait is especially apparent when he stated that he bought his crystal ball (which is made of glass instead of crystal) at the price of 100 million yen due to it being used by Napoleon, Genghis Khan, and George Washington in the past. He has also bought multiple items related to fortune-telling, despite not actually having any use for them. He tends to talk absurdly about subjects such as conspiracy theories and the one time aliens stole his hamburger. However, he really hates it if someone compares his fortune-telling to the occult, frequently insisting that they are not the same. He is also afraid of ghosts and would freak out if such a subject comes up in a conversation. Whenever he "senses" one, he swiftly recites a chant, casts a spell, or begs for help from a hero, a god, or a famous person (often random, even multiple ones). Furthermore, he is stated to be absolutely horrible with women and has bad hygiene, claiming that he washes his hair once a season. Yasuhiro is quite gullible, and at first acts laid-back about the killing game, thinking it's some sort of a prank. However, after realizing it is real, he turns much more panicky and he is generally considered useless by the other students. However, he does treat his fellow classmates with general friendliness, going so far as to add the suffix "-chi", an affectionate term for dear friends in Japanese, to the end of everyone's last name (except for Sakura Ogami, whom he is afraid of and just calls with the insulting nickname "Ogre"). This habit of his is also shared with his mother. In English translations, he tends to call other people "dude".

### Ikusaba Mukuro
Hiper Szuper középiskolai kategória/Végső: katona
Mukuro hideg, komoly arckifejezésű és visszafogott személyiség. Teljesen közömbös másokkal szemben, hacsak nem a nővére, Junko. Nővérével ellentétben nem leli szadista örömét abban, hogy embereket bánt vagy öl meg, ugyanakkor kevéssé törődik mások szenvedésével, inkább eszköznek tekinti őket, például amikor meglepte, hogy Junko mindenkit agymosott. A tartaléktanfolyam hallgatói öngyilkosságot követnek el, annak ellenére, hogy mennyire hasznosak lehettek volna. Ellentmondásos, amikor Junko álruhájában egy vidámabb "völgylány" stílusú személyiséget tart fenn, például "tetszik" és "teljesen" beleszúrja mondataiba, és gőgösebben beszél. Barátságos, bár rámenős, és még azt is állította, hogy Makoto " omega hím " passzív természete miatt, amikor vele töltött időt. Bár nem tükrözi valódi személyiségét, arról beszél, hogy Mukuro hogyan látja a nővérét, és azt gondolja, hogyan viselkedne. (Főként a Danganronpa 3 End of the Hope's Peak Academy kétségbeesés szálából ismerhetjük meg)

### Monokuma
A Monokumát első pillantásra könnyednek és vidámnak mondják, de nagyon baljós felhanggal. Gonosz természetét azonban mindig gyorsan felfedi az öldöklő játékok és a kétségbeesés vágyának leírásával, és nagyon jól ismert arról a szokásáról, hogy azt mond és csinál, amit akar. Imádja a hisztériát, az erőszakot és a káoszt, amit egyik hívószójában foglalt össze: „izgalom, hidegráz, öl!”. Neki is van saját jellegzetes nevetése, egy szadista "puhuhu" (japán változatban "upupupu") és egy gúnyos "ah-hahahaha". A Monokuma sok szempontból a kettősséget képviseli mind a dizájnban, mind a személyiségben, fehér jó oldalával és fekete rossz oldalával. Időnként tud udvariasan vagy aranyosan és ártatlanul viselkedni, sőt, pártfogóan is viselkedik, és ritka pillanatokban úgy tűnik, valóban pozitív és bölcs tanácsokat ad. Azonban leginkább rosszindulatú és kegyetlen oldaláról ismert, torz humorérzéke van, és hajlamos másokat kínozni és bármit megtenni a kétségbeesés kedvéért. Egy kalap erejéig tud váltani ezek között a tulajdonságok között, így tanítványai számára kiszámíthatatlanná válik. Általában izgatott lesz az osztálypróbák miatt, és mindent megtesz annak érdekében, hogy szórakoztatóvá tegye őket.

### Kirigiri Jin
Az Hope's Peak Academy (希望ヶ峰学園) volt igazgatója. Monokuma áldozatául esett a gyilkos játék kezdete előtt.
Jinről azt írják, hogy nyűgös személyiség, bár nagyon nyugodt tud lenni, hasonlóan a lányához. Azt is megemlítik, hogy időnként meglepően könnyed és vidám hangja van, ellentétben az Irányítóbizottsággal. Jin szigorú az egész iskolához, de gyengéd érzelmei vannak Kyoko iránt. Lenyűgözött, hogy mennyi mindent felfedezett már, amikor felkérte, hogy vizsgálja meg az Izuru Kamukura projektet és a The Tragedy of Hope's Peak Academyt Danganronpa Zeroban, de végül arra kérte, hogy lépjen ki, mert nagyon aggódott a biztonságáért. A Makoto Naegi Secret File -ban Jint kifejezetten megértően ábrázolják a bajkeverő diákkal, Nagito Komaedával szemben, mert tudja, hogy a fiú valójában nem akar rosszat. Ez nagyon különbözik a legtöbb embertől, aki a Nagitót olyan kellemetlenségnek tartja, amely a baj kedvéért bajt okoz. Ennek ellenére Jin folyamatosan aggódik Nagito tettei miatt. (Főként a Danganronpa 3 End of the Hope's Peak Academy kétségbeesés száljából ismerhetjük meg)

## Folytatás
2012. július 26-án Japánban kiadták a történet folytatását, a Danganronpa 2: Goodbye Despairt, szintén PlayStation Portable-re. A történet ugyanaz, csak Monokuma ezúttal egy trópusi szigetre kalauzol el bennünket. A szabályok ugyanazok. 15 diák, a külvilágtól elzárva, egymásra utalva oldják meg társaik gyilkosságának ügyét. A történet sokkal csavarosabb, a képanyag is grafikusabb, és a minijátékok is komolyabbak. A szereplők, illetve a szinkronhangok közt is vannak visszatérők, ezekre a szakavatottabb fül könnyebben felfigyel. Aki szerette a Danganronpát, az biztosan imádni fogja a második részt is.

## Más média

### Manga
Két manga-adaptáció is készült. Az egyik Enterbrain Famicú Comic Clear internetes magazinban jelent meg, a másik Szamurai Takasi munkája az anime sorozat alapján, melyet a Kadokawa Shoten publikált. Eközben kiadásra került egy, a visual novelre, illetve az animére alapozott könyv is, tele illusztrációkkal és meg nem osztott információkkal.

### Anime

A Danganronpa: The Animation anime logója

Az anime mindössze 13 részes, 2013 július 4-étől szeptember 6-áig a Funimation sugározta. Az nyitófőcím dal szerzője TKDz2b, a dal címe pedig Never Say Never. A zárófőcím dal különlegessége, hogy a Japánban rendkívül népszerű utaite énekesek egyike, Soraru énekli, aki Suzumuval, egy méltán híres zenei producerrel összeállva alkotta meg a "Zecubószei: Hero no csirjójaku" (lefordítva a kétségbeesés diákjai: egy hős bánásmódja) című dalt. A 13. epizód stáblistájának érdekessége, hogy az alatta futó dalt Ógata Megumi, a főszereplő Naegi Makoto hangját kölcsönző színésznő énekelte.

### Más videójátékokban történő megjelenés
Monokuma megjelenik Spike Chunsoft egy másik, letölthető játékában is, a Conception II: Children of the Seven Starsban, továbbá a Terraria című logikai játékban, melyet Japánban szintén Spike Chunsoft bocsátott ki. Illetve a Gachitora: The Roughneck Teacher in High School című játékban egy adott mentési pont után a játékos viselhet Monokuma jelmezt. Ezt a játékot szintén Spike Chunsoft fejlesztette.

## Fordítás
- Ez a szócikk részben vagy egészben a Danganronpa:_Trigger_Happy_Havoc című angol Wikipédia-szócikk fordításán alapul.  Az eredeti cikk szerkesztőit annak laptörténete sorolja fel. Ez a jelzés csupán a megfogalmazás eredetét és a szerzői jogokat jelzi, nem szolgál a cikkben szereplő információk forrásmegjelöléseként.